# مار (برزاوند)
مار (بالفارسية: مار) هي قرية تقع في إيران في قسم برزاوند الريفي. يقدر عدد سكانها بـ 55 نسمة بحسب إحصاء 2016.